# Amenhotep Hui (háznagy)
Amenhotep, más néven Hui ókori egyiptomi tisztségviselő volt, memphiszi háznagy a XVIII. dinasztia idején, III. Amenhotep uralkodása alatt.

## Családja

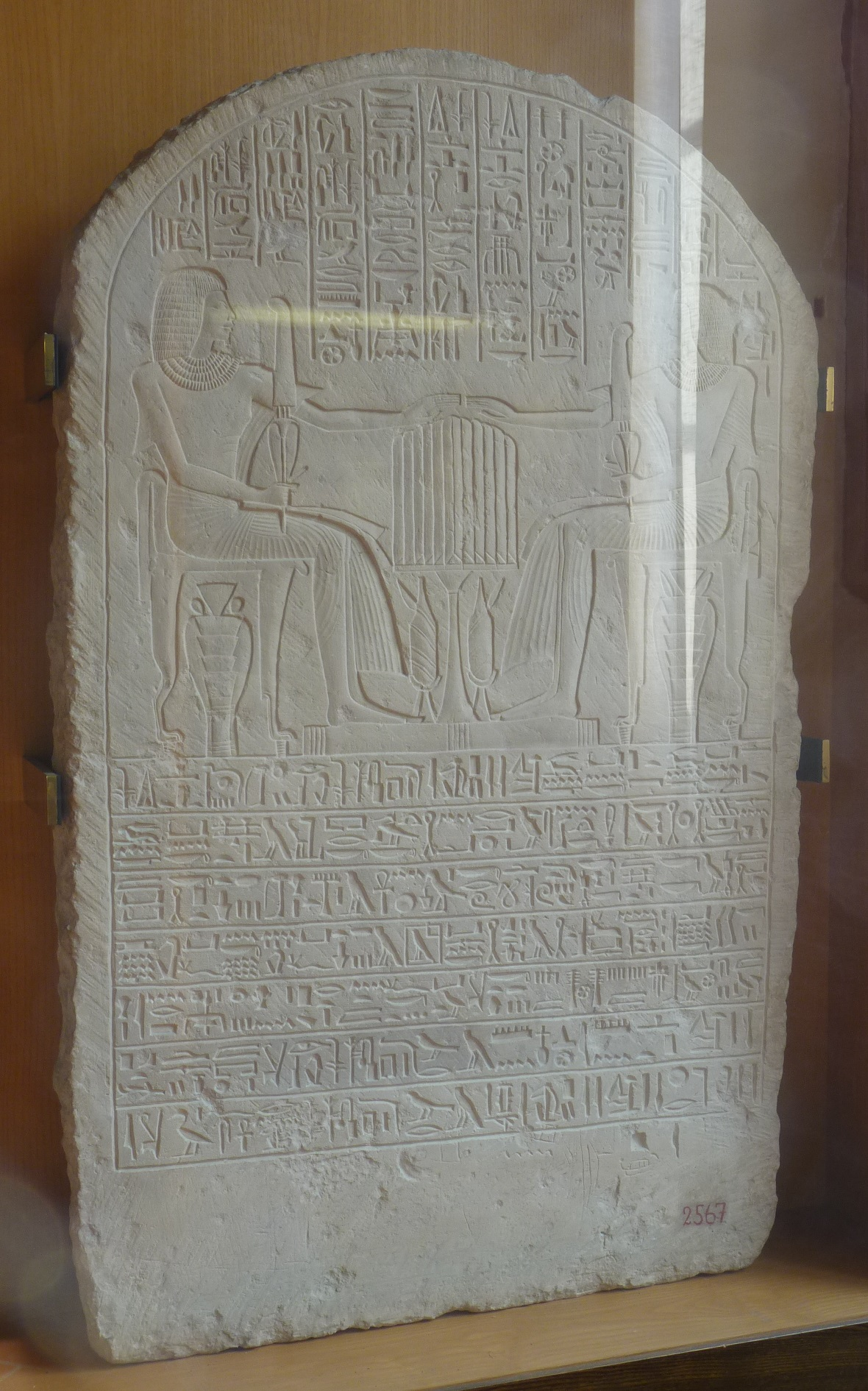
Amenhotep és fia, Ipi, mindketten memphiszi háznagyok

Amenhotep, becenevén Hui befolyásos családból származott, apja, Hebi Memphisz polgármestere volt, fivére, Ramosze pedig vezír III. Amenhotep alatt.
Fia, Ipi szintén memphiszi háznagy volt, III. Amenhotep uralkodásának utolsó éveiben, majd Ehnaton uralkodása alatt; valószínűleg III. Amenhotep első szed-ünnepe előtt vette át apja hivatalát. Ekkor ábrázolják nagybátyja, Ramosze sírjában. Ez egyike azon ritka eseteknek, amikor egy család Ehnaton uralma alatt is megőrizte pozícióját.

## Élete
Amenhotep számos emlékműről és leletről ismert. Abüdoszból szépen kidolgozott szobra került elő. Kifosztott szakkarai sírját 1821-22 körül fedezték fel, benne megtalálták szarkofágját, gránit kanópuszládáját, írótábla-modelleket és egy sztélét hosszú vallási szöveggel. Az írótáblák ma a Metropolitan Művészeti Múzeumban (Acc. No. 37.2.1), a Louvre-ban (Inv. No. 833), a firenzei Régészeti Múzeumban (Inv. No. 133) és a Bostoni Szépművészeti Múzeumban (72.663 a-i) vannak. A mérőrúd (Inv. No. 132), a mészkősztélé (Inv. No. 2.), egy szürke gránit piramidion (Inv. No. 63) és öt alabástromedény (Inv. Nos. between 83 and 110) a firenzei múzeumban találhatóak. A leideni Rijksmuseum van Oudhedenben található Amenhotep egy vörös gránit piramidionja (Inv. No. A.M. 6), kvarcit kanópuszládája (Inv. No. A.M.2) és egy szék falába. Egy sztéléje az Apa Jeremiás kolostorból került elő, ahol ablakpárkánynak használták. Két szobra közül az egyik az Ashmolean Museumban, a másik a British Museumban található.
Egy Memphiszből előkerült szobrán Amenhotep beszámol a király építkezéseivel kapcsolatban végzett munkájáról. A ma az Ashmolean Museumban található szobor feliratán megörökítették, hogy Amenhotep földet, szolgákat és állatokat adományozott, cserébe megkapja a királynak juttatott áldozatok egy részét, melyet szobra elé helyeznek..

## Sírja
Amenhotep mára elveszett sírját 1821-ben vagy 1822-ben fedezték fel, és az ott talált leleteket múzeumokba vitték. A sírt feltehetőleg Nizzoli és Anastasi tárta fel. A sír hagyományos újbirodalmi sír lehetett, két, föld alatti kamrával: egy előkamrával és egy sírkamrával. Díszítetlen volt, de valószínűleg innen került elő egy sztélé, amely Amenhotepet fiával, Ipivel ábrázolja. A sírban egy nagyméretű szarkofág állt, amely valószínűleg még mindig ott van. A szarkofágban lehetett a kis piramidion, a mérőrúd, egy alabástrompaletta és pár edény. A sírhoz épülhetett egy téglakápolna is, melynek tetején a gránit piramidion állhatott, amely ma Leidenben van. Egy másik kvarcitsztélé valószínűleg ebből a kápolnából kerülhetett elő, ezen Amenhotepet és feleségét, Mait ábrázolták Ozirisz, Ptah, Ízisz és Hathor előtt.

## Fordítás
- Ez a szócikk részben vagy egészben  az   Amenhotep (Huy) című angol Wikipédia-szócikk ezen változatának fordításán alapul.  Az eredeti cikk szerkesztőit annak laptörténete sorolja fel. Ez a jelzés csupán a megfogalmazás eredetét és a szerzői jogokat jelzi, nem szolgál a cikkben szereplő információk forrásmegjelöléseként.